# Google Web Server
Pour les articles homonymes, voir GWS (homonymie).

Google Web Server ou GWS est un logiciel de serveur web (ou HTTP) que Google utilise pour son infrastructure web. Le GWS est utilisé exclusivement dans l'écosystème de Google pour l'hébergement de sites web.
En 2008, l'équipe GWS était dirigée par Bharat Mediratta. Le GWS est parfois décrit comme l'un des composants les plus protégés de l'infrastructure de Google.
En 2010, le GWS desservait 13 % de tous les sites web dans le monde.
En mai 2015, GWS a été classé comme le quatrième serveur web le plus populaire sur Internet après Apache, nginx et Microsoft IIS, alimentant environ 7,95 % des sites web actifs. Les demandes de pages Web sur la plupart des pages Google fournissent "gws" (sans numéro de version) dans la Liste des champs d'en-tête HTTP comme indication du logiciel de serveur Web utilisé.

Les informations concernant GWS sont rares. Dans un billet de blog du bureau de Google à Chicago en 2011, Google a fourni quelques détails sur GWS :

« "L'équipe Google Web Server (GWS) construit et améliore l'infrastructure propriétaire de service web qui alimente la recherche web de Google et de nombreuses autres propriétés de recherche de Google. L'équipe GWS est impliquée dans presque tous les changements visibles par les utilisateurs sur le site google.com, ce qui signifie qu'il y a souvent quelque chose à écrire. Nous sommes toujours à la recherche d'ingénieurs passionnés, ayant idéalement une formation en systèmes et une expérience de travail avec de très grandes bases de code C++." »

.
Google Web Server est une version modifiée d'Apache HTTP Server, logiciel Open source. Mais les modifications que les programmeurs de Google ont apportées n'ont jamais été rendues publiques.